# Каролина Плишкова
Каролина Плишкова (чеш. Karolína Plíšková; Лоуни, 21. март 1992) чешка је тенисерка, бивша првопласирана на ВТА листи најбољих тенисерки света (на прво место доспела 17. јула 2017. године).
Највећи успеси на гренд слем турнирима су јој финале Отвореног првенства САД 2016. у ком је изгубила од Анџелик Кербер, финале Вимблдона 2021. у ком је изгубила од Ешли Барти, као и полуфинала Отвореног првенства Аустралије (2019) и Ролан Гароса (2017). У досадашњој каријери освојила је 16 титула у појединачној и 5 у конкуренцији парова. Најбољи пласман у конкуренцији парова јој је 11. место, на које се попела у октобру 2016.
Прва је Чехиња која се попела на 1. место ВТА листе и уз Јелену Јанковић и Динару Сафину тренутно једина која је била на њему, а да у каријери није освојила гренд слем титулу.
Као члан Женске тениске репрезентације Чешке, освојила је Фед куп 2015, 2016 и 2018. године.

## Тениска каријера

### Почеци
Плишкова је почела да наступа на мањим ИТФ турнирима 2006, али је професионално почела да се бави тенисом од 2009. Освојила је јуниорски Аустралијан Опен 2010, када је у финалу победила Лору Робсон.
Први пут се појавила у главном жребу неког гренд слема на Ролан Гаросу 2012. када је у последњем колу квалификација поново била боља од Робсон. Изгубила је у 1. колу од осме тенисерке света, Марион Бартоли.

### 2013. Прва ВТА титула
До првих значајнијих успеха Плишкова долази 2013. године. Сезону је почела у Бризбејну и учешће завршила већ у првом колу квалификација. Успела је да се пласира у главни жреб турнира у Сиднеју, али је убедљиво изгубила у мечу првог кола од треће носитељке, Саре Ерани. На Отвореном првенству Аустралије губи већ у првом колу.
Прво ВТА финале играла је против Бетани Матек-Сандс у Куала Лумпуру и победила резултатом 1:6, 7:5, 6:3. Након тога, квалификовала се за главни жреб Мајамија и у првом колу победила сународницу Луцију Храдецку са 6:2, 6:1. У другом колу је изгубила од 9. носитељке Каролине Возњацки.
У сезони турнира на шљаци, једини значајан резултат имала је у Катовицама, где је у четвртфиналу изгубила од Роберте Винчи.
Направила је велико изненађење поразивши 16. тенисерку света, Нађу Петрову у првом колу Вимблдона, али је већ у другом изгубила од Петре Мартић. До краја сезона није имала већих успеха у појединачној конкуренцији.
Заједно са сестром Кристином, освојила је прву титулу у конкуренцији парова, на турниру у Линцу. Њих две су тада постале прве близнакиње које су успеле заједно да освоје ВТА титулу.
Сезону је завршила на 67. месту у појединачној и 77. месту у конкуренцији парова.

### 2014. Пробој
Сезона 2014. била је преломна за Плишкову, пошто се у њој пробила до 20 најбољих тенисерки на ВТА листи.
После пораза у другим колима Оукланда и Аустралијан Опена, долази до другог финала у каријери, у ком губи од Јекатарине Макарове на турниру у Патаји. На путу до финала поразила је Бетани Матек-Сандс, Сорану Кирстеу и Јулију Гергес.
На Отвореном првенству Индијан Велса стигла је до 3. кола, у ком је изгубила од 2. тенисерке света, На Ли. Стигла је до четвртфинала Монтереја, у ком је изгубила од Возњацки и полуфинала Куала Лумпура, у ком је изгубила од Цибулкове.
У четвртфиналу Нирнберга, поразила је 9. тенисерку света, Анџелик Кербер, а у полуфиналу Елину Свитолину. У финалу је изгубила од Јуџини Бушард резултатом 2:6, 6:4, 3:6. Победом у првом колу Ролан Гароса, обезбедила је пробој међу 50 најбољих тенисерки на ВТА листи.
У другом колу Ју-Ес Опена поразила је 9. тенисерку света Ану Ивановић у два сета. У трећем колу изгубила је од Кејси Делакве.
Са добрим резултатима наставила је на Азијској турнеји. У две узастопне недеље стигла је до 2 финала. Прво у Хонг Конгу, где је изгубила од Забине Лизики, а затим у Сеулу, где је победила Варвару Лепченко и тако дошла до друге титуле у каријери. На Отвореном првенству Вухана направила је 2 изненађења. Прво је избацила Саманту Стосур, а затим и 16. носитељку Андреу Петковић. У осмини финала изубила је од сународнице Петре Квитове.
До треће титуле у каријери долази у Линцу, победом над Камилом Ђорђи. Пошто се Јекатарина Макарова повредила на Завршном турниру шампионки, Плишкова ју је заменила. Изгубила је у групној фази такмичења од Флавије Пенете.
Са Михаелом Крајичек освојила је турнир у Нирнбергу, а са сестром Кристином Хонг Конг.
Сезону је завршила са једном титулом, три изгубљена финала и на 24. месту ВТА листе.

### 2015. Улазак међу 10 најбољих
Сезону је почела веома успешно, финалом турнира у Сиднеју у ком је изгубила од Петре Квитове. На путу до финала поразила је Карлу Суарез Наваро у четвртфиналу и Анџелик Кербер у полуфиналу. На првом гренд слему сезоне стигла је до 3. кола, у ком је поново изгубила од Рускиње Јекатарине Макарове.
Дебитовала је за Тениску репрезентацију Чешке у мечу 1. кола Фед купа против Канаде. Победила је у оба своја меча, а Чешка је однела победу и у укупном резултату. На Тениском превенству Дубаија дошла је до првог финала турнира из премијер категорије. На путу до њега победила је 5 високорангираних тенисерки, а то су: Анастасија Пављученкова, Барбора Стрицова, Ана Ивановић, Луција Шафаржова и Гарбиње Мугуруза. На крају је изгубила од 4. тенисерке света Симоне Халеп.
Први део сезоне завршила је на два турнира из највише категорије, премијер мандатори. У Индијан Велсу стигла је до 4. кола, у ком је поново изубиле од Халеп. У Мајамију је била мало успешнија, па је успела да стигне до четвртфинала, где ју је зауставила Андреа Петковић.
Део сезоне на шљаци отвара титулом у Прагу, где је пред домаћом публиком савладала сународницу Луцију Шафаржову са 4:6, 7:5, 6:3. Није остваривала значајније резултате до почетка дела сезоне на трави.
У Бирмингему стиже до финала, у ком губи од Анџелик Кербер у неизвесном мечу у 3 сета. На Вимблдону је била постављена за 11. носитељку, али је неочекивано изгубила већ у 2. колу од Коко Вандевеј.
На Америчкој турнеји, стиже до финала Станфорда у ком поново губи од Анџелик Кербер, али и обезбеђује пробој међу 10 најбољих на ВТА листи. У Синсинатију стиже до осмине финала у ком губи драматичан меч од Јелене Јанковић. На Отворено првенство САД први пут долази као једна од првих 8 носитељки, али потпуно неочекивано губи од 121. тенисерке света, Ане Татишвили.
Азијску турнеју започиње у Вухану и победама над Мирјаном Лучић Барони и Елином Свитолином стиже до четвртфинала у ком губи од Винчи у 2 сета. У првом колу Пекинга убедљиво губи од Американке Слоун Стивенс. На турниру у Тјенђину долази до полуфинала у ком губи од Агњешке Радвањске.
На почетку турнира у Москви побеђује Александру Дулгеру са 9:7 у тај-брејку одлучујућег сета, али губи већ у наредном колу од Анастасије Севастове.
На ВТА Елитном купу (завршном турниру за тенисерке од позиције 9. до 19) распоређена је у групу са Јеленом Јанковић и Саром Ерани. Пошто је Јанковић победила Ерани у два сета, Плишкова је морала да добије оба меча како би обезбедила пролаз у полуфинале и успела је у томе. У полуфиналу је победила Елину Свитолину, да би у финалу изгубила од Венус Вилијамс са 7:5, 7:6(8:6).
Наступила је за Репрезентацију Чешке у финалу Фед купа. Првог дана је изгубила свој меч од Марије Шарапове, али је зато другог победила Анастасију Пављученкову и заједно са Барбором Стрицовом добила одлучујуће парове, чиме је дошла до свог првог Фед куп трофеја.
Сезону је завршила на 11. месту, а најбољи пласман током сезоне био јој је 7. место.

### 2016. Прво гренд слем финале
Нову сезону започела је у Хопман купу, где је са Јиржијем Веселим представљала Чешку. После победа над репрезентацијама САД и Аустралије изгубили су у мечу за финале од Украјине. Плишкова је у појединачној конкуренцији остварила победе над Гајдошовом и Дувал, а изгубила је од Свитолине. Заједно са Веселим, у мешовитим паровима победила је комбинације Свитолина-Долгополов и Гајдошова-Хјуит. На турниру у Сиднеју стигла је до четвртфинала, у ком је изгубила од Симоне Халеп. Стигла је до 3. кола Отвореног првенства Аустралије, у ком је изгубила од Макарове.
У мечу првог кола Фед купа против Румуније, Плишкова је остварила обе победе, прво над 3. тенисерком света Симоном Халеп, а затим и над Моником Никулеску.
У 3. колу Индијан Велса остварује убедљиву победу над Аном Ивановић, са 6:2, 6:0. Након тога избацује Конту и Касаткину, али у полуфиналу губи од касније шампионке Викторије Азаренке.
Поново је представља Чешку у полуфиналном мечу Фед купа против Швајцарске. Успела је да победи Тимеу Бачински, али на велико изненађење губи од Викторије Голубић. У одлучујућем дублу, заједно са Луцијом Храдецком победила је Голубић и прву тенисерку света у конкуренцији парова, Мартину Хингис.
У осмини финала Штутгарта је по 5. пут заредом победила Ану Ивановић, да би је у четвртфиналу зауставила Агњешка Радвањска. Није успела да одбрани титулу у Прагу, пошто ју је зауставила сународница Луција Шафаржова. Део сезоне на шљаци завршила је раним елиминацијама на турнирима из највише категорије.
Турнеју на трави започела је веома успешно. У Нотингему је освојила прву титулу у сезони. У четвртфиналу је поразила Ешли Барти, у полуфиналу Монику Пуиг и коначно у финалу Алисон Риск. У Истборну долази до још једног финала у ком губи од Доминике Цибулкове са 7:5, 6:3. После победе у неизвесном мечу 1. кола Вимблдона над Јанином Викмајер неочекивано губи у 2. колу од јапанке Мисаки Дои.
Отказала је учешће на Олимпијским играма у Рију због епидемије зика вируса. Месец дана касније, као додатан разлог навела је да би јој учешће на Олимпијским играма било „превише напорно”. Том изјавом изазвала је мноштво негативних коментара од чешке публике.
До прве титуле на турнирима из највише категорије долази у Синсинатију. На путу до трофеја поразила је 3 тенисерке из најбољих 10 на ВТА листи. Прво десету, Светлану Кузњецову, затим трећу, Гарбиње Мугурузу и коначно у финалу другу, Анџелик Кербер. Кербер би се евентуалном победом над Плишковом по први пут попела на 1. место ВТА листе. Знајући то, Плишкова јој је на свечаној додели пехара упутила извињење и пожелела да успе у томе у будућности. Већ на предстојећем Ју-Ес Опену управо Плишкова јој је то и обезбедила, победом над тада 1. тенисерком света Сереном Вилијамс у полуфиналу. Плишкова је тако дошла до свог првог гренд слем финала у ком је изгубила баш од Кербер.
Забележила је ране елиминације на сва три турнира из Азијске турнеје, али је упркос томе, као 5. тенисерка света, обезбедила учешће на Завршном ВТА првенству у Сингапуру. Завршила је учешће у групној фази такмичења, после победе над Гарбиње Мугурузом и пораза од Светлане Кузњецове и Агњешке Радвањске.
У свом другом Фед куп финалу, првог дана победила је Францускињу Кристину Младеновић са 16:14 у одлучујућем трећем сету. То је био најдужи меч Фед куп финала у историји. Другог дана финала изгубила је од Гарсије у три сета, али је у пару са Барбором Стрицовом донела одлучујући поен Репрезентацији Чешке, победивши тада прворангирани дубл света, Младеновић-Гарсија.
У пару са Стрицовом освојила је пету титулу у конкуренцији парова, у Истборну, док је са Јулијом Гергес стигла до полуфинала Вимблдона, у ком су изгубиле од сестара Вилијамс. Због константно добрих резултата, пред крај сезоне попела се на 11. место ВТА листе у конкуренцији парова, што јој је најбољи пласман у досадашњој каријери.
Сезону је завршила на 6. месту. За наредну сезону, Плишкова је најавила промену у тиму. Прекинула је сарадњу са дотадашњим Јиржијем Ванеком и на његово место поставила Давида Котиза, бившег тренера њене сународнице Петре Квитове.

### 2017. Светски „број 1”
Сезону отвара титулом на турниру премијер категорије у Бризбејну. У четвртфиналу победила је Роберту Винчи, у полуфиналу Елину Свитолину и коначно у финалу Ализе Корне са 6:0, 6:3. На предстојећем Аустралијан Опену била је постављена за 5. носитељку. Стигла је до четвртфинала, у ком ју је изненадила хрватица Мирјана Лучић Барони, 79. на ВТА листи. Уласком у четвртфинале Плишкова се по први пут нашла међу 3 најбоље тенисерке на ВТА листи.
Представљала је Чешку у мечу 1. кола Фед купа против Шпаније. Остварила је обе победе у својим мечевима, и против Аруабарене и против 7. тенисерке света, Мугурузе, чиме је одвела репрезентацију Чешке у полуфинале.
Са одличним резултатима наставила је и у остатку првог дела сезоне на бетону. Освојила је Доху, турнир из категорије премијер 5, победивши у финалу Каролину Возњацки са 6:3, 6:4. Поново је била боља од Мугурузе у четвртфиналу Индијан Велса, али ју је у полуфиналу зауставила Светлана Кузњецова у 2 тај-брејка. Идентичан успех понавља и у Мајамију, где губи од Возњацки.
У осмини финала турнира у Риму, по други пут заредом побеђује Тимеу Бачински, али у четвртфиналу губи од 8. носитељке Елине Свитолине. Највећи успех у делу сезоне на шљаци остварује на другом грен слему сезоне, Ролан Гаросу. После 4 добијена меча губи у борби за финале од Симоне Халеп у три сета.
До треће титуле у сезони долази на старту турнеје на трави, у Истборну. У финалу се реванширала Возњацки за ранији пораз у Мајамију. На путу до титуле, поразила је Светлану Кузњецову у четвртфиналу, док јој је у полуфиналу Јохана Конта предала меч без борбе. Упркос добром припремном турниру и чињеници да је била постављена за 3. носитељку, Плишкова неочекивано губи већ у 2. колу Вимблдона од Рибарикове.
17. јула Плишкова постаје 1. тенисерка света на ВТА листи. У том тренутку била је шеста играчица којој је то пошло за руком, а да претходно није освојила ниједан гренд слем, као и прва Чехиња која се домогла прве позиције. Пре ње, у томе је успела и Мартина Навратилова, која је рођена као Чехиња, али је у периоду када је била 1. на свету представљала Сједињене Америчке Државе.
Плишкова није успела да одбрани титулу у Синсинатију, пошто је у полуфиналу зауставља Гарбиње Мугуруза. На предстојећем Ју-Ес Опену стигла је до четвртфинала, у ком губи од домаће тенисерке Коко Вандевеј. Пошто је бранила финале из претходне године, Плишкова губи велики број поена и са 1. пада на 4. позицију.
Једини значајан резултат на Азијској турнеји, остварила је на турниру у Вухану, пласманом у четвртфинале, где губи од Ешли Барти.
На Завршно првенство сезоне у Сингапуру, долази као 3. тенисерка света. Распоређена је у групу са Венус Вилијамс, Јеленом Остапенко и Гарбиње Мугурузом. Две победе без изгубљеног сета, над Вилијамс и Мугурузом, обезбедиле су јој пролаз у полуфинале, у ком поново губи од Возњацки са 7:6, 6:3.
На последњој ВТА листи у сезони, Плишкова је заузела 4. место.

### 2018. Константно међу 10 најбољих
На првом турниру сезоне бранила је титулу освојену у Бризбејну претходне године. После победе у драматичном мечу четвртфинала против Каје Канепи, у полуфиналу је зауставља Свитолина са 7:5, 7:5. На првом гренд слему сезоне по други пут стиже до четвртфинала у ком губи од прве тенисерке света, Симоне Халеп. У трећем и четвртом колу поразила је две своје сународнице, Шафаржову и Стрицову.
После раних елиминација у Дубаију и Дохи, у Индијан Велсу долази до четвртфинала у ком убедљиво губи од тада 44. тенисерке света, Наоми Осаке. Исти успех понавља у Мајамију, где поново губи од Викторије Азаренке.
У полуфиналном мечу Фед купа против Немачке, донела је 1 бод својој репрезентацији победом над Анџелик Кербер.
До прве титуле у сезони долази на почетку сезоне на шљаци, у Штутгарту, пошто је победила Коко Вандевеј у мечу за титулу. По први пут у каријери остварује већи успех на Отвореном првенству Мадрида. После победа у првим колима над Јеленом Веснином, Викторијом Азаренком и Слоун Стивенс у четвртфиналу је направила велико изненађење и победила 1. тенисерку света, Симону Халеп. У полуфиналу губи од Петре Квитове у два сета.
После неочекиваног пораза од Сакари у свом првом мечу на турниру у Риму, незадовољна одлукама главног судије, Плишкова је рекетом поломила судијску столицу, што је било веома атипично за њу, с обзиром на то да на терену готово никада не показује емоције. Због овог геста, Плишкова је кажњена четвороструком казном, а након те одлуке, објавила је да ће исту суму новца донирати у добротворне сврхе.
У 3. колу Ролан Гароса изгубила је од Марије Шарапове са убедљивих 2:6 1:6, чиме је завршила део сезоне на шљаци.
У деловима сезоне на трави и америчком бетону једине успехе постигла је на гренд слемовима. На Вимблдону је стигла до осмине финала у ком губи од Кики Бертенс, док је на Ју-Ес Опену победом над Ешли Барти отишла корак даље, али у четвртфиналу није могла да се супротстави Серени Вилијамс.
Најбоље резултате у сезони постиже на Азијској турнеји. На турниру премијер категорије у Токију осваја титулу, победивши у финалу актуелну шампионку Ју-Ес Опена, Наоми Осаку са 6:4, 6:4. На међународном турниру у Тјенђину постављена је за 1. носитељку. У мечу за титулу губи од Гарсије у 2 сета. На турниру у Москви неочекивано губи у 1. колу од Вере Звонареве, која се тада вратила професионалном тенису.
На Завршном првенству сезоне, била је постављена за 7. носитељку и распоређена у групу са Каролином Возњацки, Елином Свитолином и Петром Квитовом. Убедљивим победама над Квитовом и Возњацки, обезбеђује себи пролаз у полуфинале, у ком губи од Слоун Стивенс, иако је први сет добила са 6:0.
Сезону завршава на 8. месту ВТА листе.

### 2019. Повратак на 2. место
Сезону 2019. Плишкова је почела успешније од било које претходне. По други пут у каријери освојила је титулу на премијер турниру у Бризбејну. У финалу је савладала 27. тенисерку света, Лесију Цуренко са 4:6, 7:5, 6:2. Са добрим партијама наставила је и на Отвореном првенству Аустралије. После убедљиве победе над Мугурузом, у четвртфиналу се састала са Сереном Вилијамс. При резултату 1:5 и 30:40 у одлучујућем трећем сету, Вилијамс је имала меч лопту, али се, у покушају да стигне једну лопту, повредила. Плишкова је то искористила и направила преокрет за коначних 7:5. У полуфиналу је изгубила од 4. тенисерке света, Наоми Осаке, у три сета.
У мечевима 1. кола Фед купа против Румуније, победила је Бузарнеску и изгубила од Халеп.
У Дубаију и Индијан Велсу стизала је до четвртфинала у којима је губила од Сје и Бенчич. До новог великог успеха стиже у Мајамију. У полуфиналу се реванширала Халеп, да би у мечу за титулу изгубила од Ешли Барти у два сета.
До друге титуле на турнирима из премијер 5 категорије, долази у Риму. У финалу је била боља од Британке Јохане Конте са 6:3, 6:4. Део сезоне на шљаци завршава раним елиминацијама у Мадриду и на Ролан Гаросу.
Турнеју на трави започиње трећом титулом у сезони и четрнаестом у каријери. У финалу Истборна, победила је 5. тенисерку света, Анџелик Кербер, са 6:1, 6:4. На Вимблдону је била постављена за 3. носитељку. Поновила је успех из 2018. и у 4. колу изгубила од сународнице Мучове са 6:4, 5:7, 11:13.
Стизала је до четвртфинала Роџерс купа и Синсинатија, у којима је губила од Бјанке Андреску и Светлане Кузњецове. На Отвореном првенству САД стигла је до осмине финала, у којој је изгубила драматичан меч у три сета од Конте.
Четврту титулу у сезони осваја на новом премијер турниру у Џенгџоуу. У финалу је поразила 23. тенисерку света, Петру Мартић. После ране елиминације у појединачној конкуренцији на турниру у Пекингу, заједно са сестром Кристином, стигла је до полуфинала истог турнира у конкуренцији парова.
На Завршном првенству сезоне, по трећи пут заредом долази до полуфинала, у ком губи од Ешли Барти. Сезону је завршила на другој позицији ВТА листе.

### 2020. Мешовити резултати
Сезону почиње одбраном титуле у Бризбејну. У полуфиналу је била боља од 4. тенисерке света, Наоми Осаке, да би у мечу за трофеј савладала Медисон Киз резултатом 6:4, 4:6, 7:5. После победа над Кристином Младеновић и Лауром Зигемунд, неочекивано губи у 3. колу Аустралијан Опена од Анастасије Пављученкове у два неизвесна сета.
У Дубаију је поново била боља од Младеновић, али је у четвртфиналу зауставља Јелена Рибакина. Последњи турнир пред вишемесечну паузу насталу због пандемије вируса корона, Плишкова игра у Дохи. На велико изненађење губи од миљенице домаће публике, Онс Жабер, у три сета. Непосредно пре почетка паузе, налазила се на трећем месту ВТА листе.
Након паузе, наступа на Отвореном првенству Синсинатија. У првом колу је била слободна, а већ у другом губи од Кудерметове. На Ју-Ес опену изгубила је у другом колу од Каролин Гарсије. Исти резултат поновила је и на Ролан Гаросу, где је изгубила од Јелене Остапенко.

### 2021. Финале Вимблдона и повратак међу прве 3
Плишкова наставља са слабијим резултатима и на почетку 2021. Сезону започиње на новом турниру премијер категорије у Абу Дабију, где губи већ у другом колу од квалификанткиње Анастасије Гасанове у два сета. Пошто се Гасанова у том тренутку налазила на 292. месту ВТА листе, Плишковој је то највећи пораз још од 2013. године.
На Отворено првенство Аустралије долази као 6. носитељка, али испада већ у 3. колу, поразом од сународнице Каролине Мухове. На турнирима у Дохи и Дубаију успела је да забележи по једну победу, против Онс Жабер и Анастасије Севастове. На оба турнира испала је у трећем колу, убедљивим поразима од Џесике Пегуле.
На турниру у Штутгарту стиже корак даље, али у четвртфиналу губи од прве тенисерке света, Ешли Барти. Највећи успех на сезони шљаке постиже у Риму, где у мечу за титулу убедљиво губи од Иге Свјонтек резултатом 0:6, 0:6 за само 46 минута игре. Ово је Плишковој, до данас, остао најтежи пораз у каријери, а меч је постао и најкраће ВТА финале неког турнира још од ИСтанбула 2009. На путу до финала победила је Анастасију Севастову, Веру Звонарјову, Јелену Остапенко и Петру Мартић.
На Ролан Гаросу је изгубила у 2. колу од Слоун Стивенс, али је заједно са сестром Кристином стигла до четвртфинала у конкуренцији парова. Највећи успех сезоне постиже на Вимблдону, где после победе над Арином Сабаленком у полуфиналу, долази до меча за титулу. У њему губи још једном од Ешли Барти, у три сета. Овим резултатом Плишкова се вратила међу првих 10, скочивши са 13. на 7. позицију ВТА листе.
На Летњим олимпијским играма у Токију била је постављена за 5. носитељку. Остварила је победе против Ализе Корне и Карле Суарез Наваро, али у 3. колу губи од Италијанке Камиле Ђорђи у два сета. На Роџерс купу постиже још један добар резултат где стиже до финала у ком поново губи од Ђорђи у два сета. Након овог финала, Плишкова се вратила међу првих 5 на ВТА листи.
На Отвореном првенству Синсинатија стиже до полуфинала, а на Ју-Ес Опену до четвртфинала. На путу дотле победила је Ајлу Томљановић и Анастасију Пављученкову, а изгубила од Марије Сакари. На померен турнир у Индијан Велсу, Плишкова долази као 3. тенисерка света и губи у 3. колу.
Захваљујући константно добрим резултатима током сезоне, Плишкова успева да се пласира на завршно ВТА првенство у Гвадалахари. Остварује победе против Барборе Крејчикове и Гарбиње Мугурузе, као и пораз против Анет Контавеит. Ово није било довољно за пласман у полуфинале, те Плишкова сезону завршава на 6. месту ВТА листе.

### 2022. Повреда на почетку сезоне
Због повреде десне руке током тренинга, Плишкова је морала да се повуче са свих турнира до средине марта, укључујући и Аустралијан Опен. Ово је био први пут да она одсуствује са неког гренд слема још од Ју-Ес Опена 2012. године.
На свим већим турнирима у делу сезоне на бетону и шљаци Плишкова губи у 1. или 2. колу. Први већи успех постиже на турниру у Стразбуру, где стиже до полуфинала. У њему губи од Каје Јуван. У Штутгарту је успела да победи земљакињу Петру Квитову, али већ у наредном колу губи од Људмиле Самсонове. На Ролан Гаросу и Вимблдону губи у 2. колу, након чега испада из првих 10 на ВТА листи.

## Приватни живот
Плишкова је рођена у Лоунију. Има сестру близнакињу, Кристину, која је два минута старија и која је такође професионална тенисерка. Каролина и Кристина често наступају заједно у конкуренцији парова. Отац им се зове Радек, а мајка Мартина. Тренутно живи у Монте Карлу.
Средином 2017. Плишкова је основала хуманитарну фондацију која за циљ има истраживање у области дечије онкологије. Том приликом изјавила је да тенисери зарађују огромне суме новца и да баш због тога треба да пруже помоћ онима којима је неопходна.
Године 2018. Плишкова се удала за спортског коментатора Михала Хрдличка. Приликом венчања Плишкова је одлучила да промени презиме, па је од тада званично Каролина Хрдличкова, мада је у свету тениса задржала презиме Плишкова.

## Стил игре
Плишкова је изузетно офанзивна тенисерка. Њену игру одликују снажни и равни ударци, поготово форхенд, којима покушава да изнуди грешку противнице или постигне винер. Једно од најјачих оружја јој је сервис. Добро се сналази и на мрежи, па често користи комбинацију волеја након сервиса. У финалу Ју-Ес Опена 2016. освојила је 80% поена сервис-волеј игром. У случају да мора да се брани, Плишкова неретко користи форхенд слајс, да успори нападе противнице и поврати се у поен.
Највећа слабост јој је кретање.
Њеном стилу игре највише одговара тврда подлога. Интересантно је да од свих гренд слем турнира једино на Вимблдону није успела да стигне до полуфинала, иако би трава требало да погодује њеној сервис-волеј игри.
Каролина готово никада не показује емоције на терену и за разлику од велике већине других тенисерки не испушта никакве звуке при ударању лоптице.
У периоду када се пробијала до тениског врха сарађивала је са бившим тенисером Јиржијем Ванеком, али су сарадњу прекинули 2016. У наредне 3 године изменила је велики број тренера, међу којима је најзначајнија сарадња са Кончитом Мартинез и Рене Стабс.
У новембру 2019, Плишкова је објавила да ће њен тренер убудуће бити бивши тенисер, Данијел Валверде.

## Резултати против тенисерки из најбољих 10
Однос победа и пораза Каролине Плишкове против других тенисерки које су биле међу првих 10 на ВТА листи: (ажурирано: 27. јул 2022)
| Тенисерка                           | Резултат | Проценат | Бетон       | Шљака       | Трава       | Последњи меч                                          |
| Тенисерке које су биле на 1. месту  |          |          |             |             |             |                                                       |
| Ана Ивановић                        | 5:0      | 100%     | 4:0         | 1:0         | 0:0         | Победила (6:4, 6:2), Штутгарт (2016)                  |
| Гарбиње Мугуруза                    | 9:2      | 82%      | 9:1         | 0:1         | 0:0         | Победила (4:6, 6:2, 7:6(8:6)), ВТА првенство (2021)   |
| Венус Вилијамс                      | 2:1      | 67%      | 2:1         | 0:0         | 0:0         | Победила (6:2, 6:2), ВТА првенство (2017)             |
| Наоми Осака                         | 3:2      | 60%      | 3:2         | 0:0         | 0:0         | Победила (6:7(10:12), 7:6(7:3), 6:2), Бризбејн (2020) |
| Викторија Азаренка                  | 4:4      | 50%      | 1:2         | 2:2         | 1:0         | Победила (6:7(5:7), 6:2, 6:2), Рим (2019)             |
| Серена Вилијамс                     | 2:2      | 50%      | 2:2         | 0:0         | 0:0         | Победила (6:4, 4:6, 7:5), Аустралијан Опен (2019)     |
| Јелена Јанковић                     | 1:1      | 50%      | 1:1         | 0:0         | 0:0         | Победила (6:4, 3:6, 6:2), ВТА Елитни куп (2015)       |
| Анџелик Кербер                      | 5:7      | 42%      | 2:6         | 2:0         | 1:1         | Победила (6:1, 6:4), Истборн (2019)                   |
| Каролина Возњацки                   | 4:6      | 40%      | 3:6         | 0:0         | 1:0         | Победила (6:2, 6:4), ВТА првенство (2018)             |
| Симона Халеп                        | 5:8      | 38%      | 4:6         | 1:2         | 0:0         | Изгубила (0:6, 1:2 - предаја), Рим (2020)             |
| Ешли Барти                          | 2:6      | 25%      | 1:3         | 0:1         | 1:2         | Изгубила (3:6, 7:6(7:4), 3:6), Вимблдон (2021)        |
| Ига Свјонтек                        | 0:1      | 0%       | 0:0         | 0:1         | 0:0         | Lost (0:6, 0:6), Рим (2021)                           |
| Марија Шарапова                     | 0:2      | 0%       | 0:1         | 0:1         | 0:0         | Изгубила (2:6, 1:6), Ролан Гарос (2018)               |
| Тенисерке које су биле на 2. месту  |          |          |             |             |             |                                                       |
| Барбора Крејчикова                  | 3:0      | –100%    | 2:0         | 1:0         | 0:0         | Победила (0:6, 6:4, 6:4), ВТА првенство (2021)        |
| Паула Бадоса                        | 2:0      | 100%     | 2:0         | 0:0         | 0:0         | Победила (7:5, 2:0 пред.), Синсинати (2021)           |
| Анет Контавеит                      | 3:1      | 75%      | 2:1         | 1:0         | 0:0         | Изгубила (4:6, 0:6), ВТА првенство (2021)             |
| Арина Сабаленка                     | 2:2      | 50%      | 1:1         | 0:0         | 1:1         | Победила (6–3, 6–4), Монтреал (2021)                  |
| Вера Звонарјова                     | 1:1      | 50%      | 0:1         | 1:0         | 0:0         | Победила (7:5, 6:3), Рим (2021)                       |
| Светлана Кузњецова                  | 2:3      | 40%      | 1:3         | 0:0         | 1:0         | Изгубила (6:3, 6:7(2:7), 3:6), Синсинати (2019)       |
| Петра Квитова                       | 1:3      | 25%      | 1:2         | 0:1         | 0:0         | Победила (6:3, 6:4), ВТА првенство (2018)             |
| Агњешка Радвањска                   | 1:7      | 13%      | 1:4         | 0:2         | 0:1         | Победила (6:3, 6:3), Синсинати (2018)                 |
| На Ли                               | 0:1      | 0%       | 0:1         | 0:0         | 0:0         | Изгубила (3:6, 4:6), Индијан Велс (2014)              |
| Тенисерке које су биле на 3. месту  |          |          |             |             |             |                                                       |
| Нађа Петрова                        | 1:0      | 100%     | 0:0         | 0:0         | 1:0         | Победила (6:3, 6:2) Вимблдон (2013)                   |
| Елина Свитолина                     | 5:4      | 56%      | 3:3         | 2:1         | 0:0         | Изгубила (6:7(12:14), 4:6), ВТА првенство (2019)      |
| Марија Сакари                       | 1:2      | 33%      | 0:1         | 1:1         | 0:0         | Изгубила (4:6, 4:6). Ју-Ес Опен (2021)                |
| Слоун Стивенс                       | 1:4      | 20%      | 0:2         | 1:1         | 0:1         | Изгубила (5:7, 1:6), Ролан Гарос (2021)               |
| Тенисерке које су биле на 4. месту  |          |          |             |             |             |                                                       |
| Софија Кенин                        | 4:0      | 100%     | 3:0         | 1:0         | 0:0         | Победила (6:4, 4:6, 6:1), Џенгџоу (2019)              |
| Саманта Стосур                      | 2:0      | 100%     | 2:0         | 0:0         | 0:0         | Победила (6:4, 6:4), Пекинг (2018)                    |
| Јохана Конта                        | 6:2      | 75%      | 1:2         | 2:0         | 3:0         | Изгубила (7:6(7:1), 3:6, 5:7), Ју-Ес Опен (2019)      |
| Кимико Дате Крум                    | 2:1      | 67%      | 2:1         | 0:0         | 0:0         | Победила (7:5, 6:2), Стенфорд (2015)                  |
| Унс Џабир                           | 2:1      | 67%      | 2:1         | 0:0         | 0:0         | Победила (6:4, 4:6, 7:5), Доха (2021)                 |
| Бјанка Андреску                     | 2:1      | 67%      | 1:1         | 0:0         | 1:0         | Победила (6:4, 2:6, 7:6), Берлин (2022)               |
| Кики Бертенс                        | 3:3      | 50%      | 1:2         | 1:0         | 1:1         | Победила (6:1, 6:2), Истборн (2019)                   |
| Каролин Гарсија                     | 3:4      | 43%      | 2:3         | 1:1         | 0:0         | Изгубила (1:6, 6:7(2:7)), Ју-Ес опен (2020)           |
| Доминика Цибулкова                  | 2:3      | 40%      | 2:2         | 0:0         | 0:1         | Победила (6:2, 3:6, 6:3), Дубаи (2019)                |
| Белинда Бенчич                      | 0:1      | 0%       | 0:1         | 0:0         | 0:0         | Изгубила (3:6, 6:4, 3:6), Индијан Велс (2019)         |
| Јелена Докић                        | 0:1      | 0%       | 0:1         | 0:0         | 0:0         | Изгубила (6:4, 3:6, 3:6), Жуе ле Тур (2010)           |
| Франческа Скјавоне                  | 0:1      | 0%       | 0:1         | 0:0         | 0:0         | Изгубила (5:7, 2:6), Линц (2013)                      |
| Тенисерке које су биле на 5. месту  |          |          |             |             |             |                                                       |
| Луција Шафаржова                    | 6:2      | 75%      | 5:0         | 1:2         | 0:0         | Победила (7:6(8:6), 7:5), Аустралијан Опен (2018)     |
| Јелена Остапенко                    | 3:3      | 50%      | 2:2         | 1:1         | 0:0         | Изгубила (4:6, 2:6), Ролан Гарос (2020)               |
| Сара Ерани                          | 1:1      | 50%      | 1:1         | 0:0         | 0:0         | Победила (6:0, 6:3), ВТА Елитни куп (2015)            |
| Јуџини Бушард                       | 0:2      | 0%       | 0:1         | 0:1         | 0:0         | Изгубила (2:6, 6:4, 3:6), Нирнберг (2014)             |
| Данијела Хантухова                  | 0:2      | 0%       | 0:2         | 0:0         | 0:0         | Изгубила (3:6, 6:3, 10:12), Аустралијан Опен (2018)   |
| Тенисерке које су биле на 6. месту  |          |          |             |             |             |                                                       |
| Карла Суарез Наваро                 | 4:3      | 57%      | 3:3         | 0:0         | 1:0         | Победила (5:7, 6:2, 6:4), Дубаи (2018)                |
| Флавија Пенета                      | 0:1      | 0%       | 0:1         | 0:0         | 0:0         | Изгубила (1:6, 3:6), Завршни турнир шампионки (2014)  |
| Тенисерке које су биле на 7. месту  |          |          |             |             |             |                                                       |
| Медисон Киз                         | 1:0      | 100%     | 1:0         | 0:0         | 0:0         | Победила (6:4, 4:6, 7:5), Бризбејн (2020)             |
| Данијела Колинс                     | 1:1      | 50%      | 1:1         | 0:0         | 0:0         | Победила (7:5, 6:2), Аустралијан опен (2021)          |
| Роберта Винчи                       | 1:2      | 33%      | 1:1         | 0:1         | 0:0         | Победила (3:6, 6:2, 6:2), Бризбејн (2017)             |
| Џесика Пегула                       | 1:4      | 20%      | 1:3         | 0:0         | 0:1         | Победила (6:4, 7:6(7:5)), Синсинати (2021)            |
| Марион Бартоли                      | 0:1      | 0%       | 0:0         | 0:1         | 0:0         | Изгубила (3:6, 3:6), Ролан Гарос (2012)               |
| Тенисерке које су биле на 8. месту  |          |          |             |             |             |                                                       |
| Јекатарина Макарова                 | 1:3      | 25%      | 1:3         | 0:0         | 0:0         | Победила (7:5, 7:5), Мајами (2018)                    |
| Тенисерке које су биле на 9. месту  |          |          |             |             |             |                                                       |
| Јулија Гергес                       | 2:1      | 67%      | 2:0         | 0:1         | 0:0         | Изгубила (4:6, 2:6), Фед куп (2018)                   |
| Тимеа Бачински                      | 3:2      | 60%      | 3:1         | 0:1         | 0:0         | Победила (6:2, 6:1), Тјенђин (2018)                   |
| Коко Вандевеј                       | 3:3      | 50%      | 1:2         | 2:0         | 0:1         | Победила (7:6(7:2), 6:4), Штутгарт (2018)             |
| Андреа Петковић                     | 2:2      | 50%      | 2:2         | 0:0         | 0:0         | Победила (6:4, 6:4), Пекинг (2017)                    |
| Тенисерке које су биле на 10. месту |          |          |             |             |             |                                                       |
| Марија Кириленко                    | 1:0      | 100%     | 1:0         | 0:0         | 0:0         | Победила (4:6, 7:6(7:5), 6:3), Сеул (2014)            |
| Кристина Младеновић                 | 4:2      | 67%      | 3:2         | 0:0         | 1:0         | Победила (6:1, 6:2), Дубаи (2020)                     |
| Дарија Касаткина                    | 2:1      | 67%      | 2:0         | 0:1         | 0:0         | Победила (3:6, 7:5, 7:6(9:7)), Пекинг (2016)          |
| Укупно:                             | 126:122  | 51%      | 89:90 (50%) | 23:22 (51%) | 14:10 (58%) |                                                       |

## Победе над тенисеркама које су у том тренутку биле међу 10 најбољих
| Легенда               |
| --------------------- |
| Гренд слем            |
| Завршно првенство     |
| Обавезни и премијер 5 |
| Премијер              |
| Међународни           |
| Фед куп               |

| Сезона | 2009 | 2010 | 2011 | 2012 | 2013 | 2014 | 2015 | 2016 | 2017 | 2018 | 2019 | 2020 | Укупно |
| Победа | 0    | 0    | 0    | 0    | 0    | 2    | 3    | 7    | 8    | 6    | 5    | 1    | 32     |

| #    | Противница          | Ранг | Турнир                          | Подлога   | Коло | Резултат                  | КПР |
| ---- | ------------------- | ---- | ------------------------------- | --------- | ---- | ------------------------- | --- |
| 2014 |                     |      |                                 |           |      |                           |     |
| 1.   | Анџелик Кербер      | 9    | Нирнберг, Немачка               | Шљака     | ЧФ   | 7:6(7:5), 6:4             | 64  |
| 2.   | Ана Ивановић        | 9    | Ју-Ес Опен, САД                 | Тврда     | 2К   | 7:5, 6:4                  | 42  |
| 2015 |                     |      |                                 |           |      |                           |     |
| 3.   | Анџелик Кербер      | 9    | Сиднеј, Аустралија              | Тврда     | ПФ   | 6:3, 6:2                  | 22  |
| 4.   | Ана Ивановић        | 6    | Дубаи, УАЕ                      | Тврда     | 3К   | 6:2, 4:6, 6:4             | 18  |
| 5.   | Карла Суарез Наваро | 9    | Бирмингем, Уједињено Краљевство | Трава     | ЧФ   | 6:2, 6:2                  | 12  |
| 2016 |                     |      |                                 |           |      |                           |     |
| 6.   | Симона Халеп        | 3    | Фед куп, Румунија               | Тврда (Д) | ЧФ   | 6:7(4:7), 6:4, 6:2        | 13  |
| 7.   | Светлана Кузњецова  | 10   | Синсинати, САД                  | Тврда     | ЧФ   | 6:3, 4:6, 6:2             | 17  |
| 8.   | Гарбиње Мугуруза    | 3    | Синсинати, САД                  | Тврда     | ПФ   | 6:1, 6:3                  | 17  |
| 9.   | Анџелик Кербер      | 2    | Синсинати, САД                  | Тврда     | Ф    | 6:3, 6:1                  | 17  |
| 10.  | Венус Вилијамс      | 6    | Ју-Ес Опен, САД                 | Тврда     | 4К   | 4:6, 6:4, 7:6(7:3)        | 11  |
| 11.  | Серена Вилијамс     | 1    | Ју-Ес Опен, САД                 | Тврда     | ПФ   | 6:2, 7:6(7:5)             | 11  |
| 12.  | Гарбиње Мугуруза    | 6    | ВТА првенство, Сингапур         | Тврда (Д) | ГФ   | 6:2, 6:7(4:7), 7:5        | 5   |
| 2017 |                     |      |                                 |           |      |                           |     |
| 13.  | Гарбиње Мугуруза    | 7    | Фед куп, Чешка                  | Тврда (Д) | ЧФ   | 6:2, 6:2                  | 3   |
| 14.  | Доминика Цибулкова  | 5    | Доха, Катар                     | Тврда     | ПФ   | 6:4, 4:6, 6:3             | 3   |
| 15.  | Гарбиње Мугуруза    | 7    | Индијан Велс, САД               | Тврда     | ЧФ   | 7:6(7:2), 7:6(7–:5)       | 3   |
| 16.  | Светлана Кузњецова  | 8    | Истборн, Уједињено Краљевство   | Трава     | ЧФ   | 6:7(7:9), 6:2, 6:4        | 3   |
| 17.  | Каролина Возњацки   | 6    | Истборн, Уједињено Краљевство   | Трава     | Ф    | 6:4, 6:4                  | 3   |
| 18.  | Каролина Возњацки   | 5    | Синсинати, САД                  | Тврда     | ЧФ   | 6:2, 6:4                  | 1   |
| 19.  | Венус Вилијамс      | 5    | ВТА првенство, Сингапур         | Тврда (Д) | ГФ   | 6:2, 6:2                  | 3   |
| 20.  | Гарбиње Мугуруза    | 2    | ВТА првенство, Сингапур         | Тврда (Д) | ГФ   | 6:2, 6:2                  | 3   |
| 2018 |                     |      |                                 |           |      |                           |     |
| 21.  | Јелена Остапенко    | 5    | Штутгарт, Немачка               | Шљака (Д) | ЧФ   | 5:7, 7:5, 6:4             | 6   |
| 22.  | Слоун Стивенс       | 9    | Мадрид, Шпанија                 | Шљака     | 3К   | 6:2, 6:3                  | 6   |
| 23.  | Симона Халеп        | 1    | Мадрид, Шпанија                 | Шљака     | ЧФ   | 6:4, 6:3                  | 6   |
| 24.  | Наоми Осака         | 7    | Токио, Јапан                    | Тврда (Д) | Ф    | 6:4, 6:4                  | 8   |
| 25.  | Каролина Возњацки   | 3    | ВТА првенство, Сингапур         | Тврда (Д) | ГФ   | 6:2, 6:4                  | 8   |
| 26.  | Петра Квитова       | 5    | ВТА првенство, Сингапур         | Тврда (Д) | ГФ   | 6:3, 6:4                  | 8   |
| 2019 |                     |      |                                 |           |      |                           |     |
| 27.  | Симона Халеп        | 3    | Мајами, САД                     | Тврда     | ПФ   | 7:5, 6:1                  | 7   |
| 28.  | Кики Бертенс        | 4    | Истборн, Уједињено Краљевство   | Трава     | ПФ   | 6:1, 6:2                  | 3   |
| 29.  | Анџелик Кербер      | 5    | Истборн, Уједињено Краљевство   | Трава     | Ф    | 6:1, 6:4                  | 3   |
| 30.  | Бјанка Андреску     | 4    | ВТА првенство, Шенџен, Кина     | Тврда (Д) | ГФ   | 6:3, пред.                | 2   |
| 31.  | Симона Халеп        | 5    | ВТА првенство, Шенџен, Кина     | Тврда (Д) | ГФ   | 6:0, 2:6, 6:4             | 2   |
| 2020 |                     |      |                                 |           |      |                           |     |
| 32.  | Наоми Осака         | 4    | Бризбејн, Аустралија            | Тврда     | ПФ   | 6:7(10:12), 7:6(7:3), 6:2 | 2   |
| 2021 |                     |      |                                 |           |      |                           |     |
| 33.  | Арина Сабаленка     | 4    | Вимблдон, Уједињено Краљевство  | Трава     | ПФ   | 5:7, 6:4, 6:4             | 13  |
| 34.  | Арина Сабаленка     | 3    | Роџерс куп, Канада              | Тврдс     | ПФ   | 6:3, 6:4                  | 6   |
| 35.  | Гарбиње Мугуруза    | 5    | ВТА првенство, Мексико          | Тврдс     | ГФ   | 4:6, 6:2, 7:6(8:6)        | 4   |
| 36.  | Барбора Крејчикова  | 3    | ВТА првенство, Мексико          | Hard      | ГФ   | 0:6, 6:4, 6:4             | 4   |

## Финала на гренд слем турнирима

### Појединачно

#### Порази (1)
| Исход | Година | Турнир                 | Подлога | Противница у финалу | Резултат у финалу  |
| ----- | ------ | ---------------------- | ------- | ------------------- | ------------------ |
| Пораз | 2016.  | Отворено првенство САД | тврда   | Анџелик Кербер      | 3:6, 6:4, 4:6      |
| Пораз | 2021.  | Вимблдон               | Трава   | Ешли Барти          | 3:6, 7:6(7:4), 3:6 |

### Јуниорке појединачно

#### Победе (1)
| Година | Турнир                        | Противница у финалу | Резултат      |
| 2010.  | Отворено првенство Аустралије | Лора Робсон         | 6:1, 7:6(7:5) |

## Финала

### Појединачно
| Легенда                        |
| ------------------------------ |
| Гренд слем турнири (0:1)       |
| Завршна првенства сезоне (0:1) |
| Обавезни Премијер (0:1)        |
| Премијер 5 (2:1)               |
| Премијер (9:4)                 |
| Међународни (5–4)              |
| ВТА 125к (0–0)                 |

| Титуле по подлози |
| Тврда (10:9)      |
| Трава (3:2)       |
| Шљака (3:1)       |
| Тепих (0:0)       |

#### Победе (16)
| Бр. | Датум               | Турнир                         | Подлога | Противница у финалу | Резултат                |
| 1.  | 3. март 2013.       | Куала Лумпур, Малезија         | Тврда   | Бетани Матек-Сандс  | 1:6, 7:5, 6:3           |
| 2.  | 21. септембар 2014. | Сеул, Јужна Кореја             | Тврда   | Варвара Лепченко    | 6:3, 6:7(5:7), 6:2      |
| 3.  | 12. октобар 2014.   | Линц, Аустрија                 | Тврда   | Камила Ђорђи        | 6:7(4:7), 6:3, 7:6(7:4) |
| 4.  | 2. мај 2015.        | Праг, Чешка                    | Шљака   | Луција Храдецка     | 4:6, 7:5, 6:3           |
| 5.  | 12. јун 2016.       | Нотингем, Уједињено Краљевство | Трава   | Алисон Риск         | 7:6(10:8), 7:5          |
| 6.  | 21. август 2016.    | Синсинати, САД                 | Тврда   | Анџелик Кербер      | 6:3, 6:1                |
| 7.  | 8. јануар 2017.     | Бризбејн, Аустралија           | Тврда   | Ализе Корне         | 6:0, 6:3                |
| 8.  | 18. фебруар 2017.   | Доха, Катар                    | Тврда   | Каролина Возњацки   | 6:3, 6:4                |
| 9.  | 1. јул 2017.        | Истборн, Уједињено Краљевство  | Трава   | Каролина Возњацки   | 6:4, 6:4                |
| 10. | 29. април 2018.     | Штутгарт, Немачка              | Шљака   | Коко Вандевеј       | 7:6(7:2), 6:4           |
| 11. | 23. септембар 2018. | Токио, Јапан                   | Тврда   | Наоми Осака         | 6:4, 6:4                |
| 12. | 6. јануар 2019.     | Бризбејн, Аустралија           | Тврда   | Лесија Цуренко      | 4:6, 7:5, 6:2           |
| 13. | 19. мај 2019.       | Рим, Италија                   | Шљака   | Јохана Конта        | 6:3, 6:4                |
| 14. | 29. јун 2019.       | Истборн, Уједињено Краљевство  | Трава   | Анџелик Кербер      | 6:1, 6:4                |
| 15. | 15. септембар 2019. | Џенгџоу, Кина                  | Тврда   | Петра Мартић        | 6:3, 6:2                |
| 16. | 12. јануар 2020.    | Бризбејн, Аустралија           | Тврда   | Медисон Киз         | 6:4, 4:6, 7:5           |

#### Порази (16)
| Бр. | Датум               | Турнир                          | Подлога | Противница у финалу | Резултат                |
| 1.  | 2. фебруар 2014.    | Патаја, Тајланд                 | Тврда   | Јекатарина Макарова | 3:6, 6:7(7:9)           |
| 2.  | 24. мај 2014.       | Нирнберг, Немачка               | Шљака   | Јуџини Бушард       | 2:6, 6:4, 3:6           |
| 3.  | 14. септембар 2014. | Хонг Конг, Хонг Конг            | Тврда   | Забине Лизики       | 5:7, 3:6                |
| 4.  | 17. јануар 2015.    | Сиднеј, Аустралија              | Тврда   | Петра Квитова       | 6:3, 4:6, 6:4           |
| 5.  | 21. фебруар 2015.   | Дубаи, УАЕ                      | Тврда   | Симона Халеп        | 4:6, 6:7(4:7)           |
| 6.  | 21. јун 2015.       | Бирмингем, Уједињено Краљевство | Трава   | Анџелик Кербер      | 7:6(7:5), 3:6, 6:7(4:7) |
| 7.  | 9. август 2015.     | Станфорд, САД                   | Тврда   | Анџелик Кербер      | 3:6, 7:5, 4:6           |
| 8.  | 8. новембар 2015.   | ВТА Елитни куп, Џухај, Кина     | Тврда   | Венус Вилијамс      | 5;7, 6:7(6:8)           |
| 9.  | 25. јун 2016.       | Истборн, Уједињено Краљевство   | Тврда   | Доминика Цибулкова  | 5:7, 3:6                |
| 10. | 10. септембар 2016. | Ју-Ес Опен, Њујорк, САД         | Тврда   | Анџелик Кербер      | 3:6, 6:4, 4:6           |
| 11. | 14. октобар 2018.   | Тјенђин, Кина                   | Тврда   | Каролин Гарсија     | 6:7(7:9), 3:6           |
| 12. | 31. март 2019.      | Мајами, САД                     | Тврда   | Ешли Барти          | 6:7(1:7), 3:6           |
| 13. | 21. септембар 2020. | Рим, Италија                    | Шљака   | Симона Халеп        | 0:6, 1:2 - предаја      |
| 15. | 10. јул 2021.       | Вимблдон, Лондон, УК            | Трава   | Ешли Барти          | 3:6, 7:6(7:4), 3:6      |
| 16. | 15. август 2021.    | Роџерс куп, Канада              | Тврда   | Камила Ђорђи        | 3:6, 5:7                |

### Женски парови

#### Победе (5)
| Бр. | Датум               | Турнир                          | Подлога | Партнерка         | Противнице у финалу                     | Резултат          |
| 1.  | 13. октобар 2013.   | Линц, Аустрија                  | Тврда   | Кристина Плишкова | Габријела Дабровски Алисија Росолска    | 7:6(8:6), 6:4     |
| 2.  | 24. мај 2014.       | Нирнберг, Немачка               | Шљака   | Михаела Крајичек  | Ралука Олару Шахар Пер                  | 6:0, 4:6, [10:6]  |
| 3.  | 13. јул 2014.       | Гастајн, Аустрија               | Шљака   | Кристина Плишкова | Андреја Клепач Марија Тереза Торо Флор  | 4:6, 6:3, [10:6]  |
| 4.  | 14. септембар 2014. | Хонг Конг, Хонг Конг            | Тврда   | Кристина Плишкова | Патриша Мајер-Ахлејтнер Арина Родионова | 6:2, 2:6, [12:10] |
| 5.  | 19. јун 2016.       | Бирмингем, Уједињено Краљевство | Трава   | Барбора Стрицова  | Вања Кинг Ала Кудрјавцева               | 6:3, 7:6(7:1)     |

#### Порази (2)
| Бр. | Датум          | Турнир            | Подлога | Партнерка         | Противнице у финалу                 | Резултат         |
| 1.  | 14. јул 2013.  | Палермо, Италија  | Шљака   | Кристина Плишкова | Кристина Младеновић Катаржина Питер | 1:6, 7:5, [8:10] |
| 2.  | 20. март 2016. | Индијан Велс, САД | Тврда   | Јулија Гергес     | Бетани Матек-Сандс Коко Вандевеј    | 6:4, 4:6, [6:10] |

### Екипна такмичења

#### Победе (2)
| Број | Датум                 | Турнир            | Подлога | Партнери                                        | Противници у финалу                                                        | Резултат |
| 1.   | 14—15. новембар 2015. | Фед куп, Праг     | Тврда   | Петра Квитова Луција Шафаржова Барбора Стрицова | Марија Шарапова Јекатарина Макарова Анастасија Пављученкова Јелена Веснина | 3:2      |
| 2.   | 12—13. новембар 2016. | Фед куп, Стразбур | Тврда   | Луција Храдецка Петра Квитова Барбора Стрицова  | Каролин Гарсија Кристина Младеновић Ализе Корне Полин Пармантије           | 3:2      |

### ИТФ турнири
| 100,000$ турнири    |
| 75,000$ турнири     |
| 50,000$ турнири     |
| 25,000$ турнири     |
| $15,000 tournaments |
| 10,000$ турнири     |

#### Победе (10)
| Бр. | Датум           | Турнир                        | Подлога | Противница у финалу | Резултат                 |
| --- | --------------- | ----------------------------- | ------- | ------------------- | ------------------------ |
| 1.  | април 2008.     | Бол, Хрватска                 | Шљака   | Флоренс Харинг      | 6:4, 7:5                 |
| 2.  | мај 2009.       | Градо, Италија                | Шљака   | Јулија Шруф         | 7:6(7:2), 7:5            |
| 3.  | септембар 2009. | Ното, Јапан                   | Тепих   | Шихо Хисамацу       | 3:6, 7:6(7:2), 7:6(11:9) |
| 4.  | април 2010.     | Гифу, Јапан                   | Шљака   | Сун Шенгнан         | 6:3, 3:6, 6:3            |
| 5.  | октобар 2010.   | Глазгов, Уједињено Краљевство | Тврда   | Ејрини Георгату     | 3:6, 6:0, 6:3            |
| 6.  | октобар 2011.   | Макинохара, Јапан             | Тепих   | Ерика Сема          | 6:7(5:7), 6:2, 6:0       |
| 7.  | октобар 2011.   | Хаманако, Јапан               | Тепих   | Јунри Намигата      | 6:2, 7:6(7:4)            |
| 8.  | јануар 2012.    | Гренобл, Француска            | Тврда   | Кристина Плишкова   | 7:6(13:11), 7:6(8:6)     |
| 9.  | новембар 2012.  | Завада, Пољска                | Тепих   | Ана Врљић           | 6:3, 6:2                 |
| 10. | септембар 2013. | Сања, Кина                    | Тврда   | Сајсај Џенг         | 6:3, 6:4                 |

#### Порази (6)
| Бр. | Година         | Турнир                         | Подлога | Противница у финалу | Резултат           |
| --- | -------------- | ------------------------------ | ------- | ------------------- | ------------------ |
| 1.  | 2002.          | Куруме, Јапан                  | Шљака   | Кристина Плишкова   | 7:5, 2:6, 0:6      |
| 2.  | мај 2011.      | Преров, Чешка                  | Шљака   | Река-Лука Јани      | 0:6, 3:6           |
| 3.  | јул 2011.      | Дармштат, Немачка              | Шљака   | Манди Минела        | 6:7(5:7), 2:6      |
| 4.  | новембар 2011. | Братислава, Словачка           | Тврда   | Лесија Цуренко      | 5:7, 3:6           |
| 5.  | новембар 2011. | Вендриње, Чешка                | Тврда   | Амра Садиковић      | 7:5, 1:6, 6:7(5:7) |
| 5.  | новембар 2011. | Нотингем, Уједињено Краљевство | Трава   | Петра Мартић        | 3:6, 3:6           |

## Статистика каријере и успеси на највећим турнирима

### Појединачно
| Турнир                    | 2007                  | 2008                  | 2009                  | 2010                  | 2011                  | 2012                  | 2013                  | 2014                  | 2015                  | 2016  | 2017           | 2018           | 2019           | 2020           | 2021  | 2022  | О / У                | Поб:Пор              |
| ------------------------- | --------------------- | --------------------- | --------------------- | --------------------- | --------------------- | --------------------- | --------------------- | --------------------- | --------------------- | ----- | -------------- | -------------- | -------------- | -------------- | ----- | ----- | -------------------- | -------------------- |
| Гренд слем турнири        |                       |                       |                       |                       |                       |                       |                       |                       |                       |       |                |                |                |                |       |       |                      |                      |
| Аустралијан Опен          | Н                     | Н                     | Н                     | Н                     | кв1                   | кв1                   | 1К                    | 2К                    | 3К                    | 3К    | ЧФ             | ЧФ             | ПФ             | 3К             | 3К    | Н     | 0 / 9                | 22:9                 |
| Ролан Гарос               | Н                     | Н                     | Н                     | Н                     | кв2                   | 1К                    | 1К                    | 2К                    | 2К                    | 1К    | ПФ             | 3К             | 3К             | 2К             | 2К    | 2К    | 0 / 11               | 14:11                |
| Вимблдон                  | Н                     | Н                     | Н                     | кв1                   | Н                     | 1К                    | 2К                    | 2К                    | 2К                    | 2К    | 2К             | 4К             | 4К             | отк.           | Ф     | 2К    | 0 / 10               | 18:10                |
| Ју-Ес Опен                | Н                     | Н                     | Н                     | кв1                   | кв1                   | кв2                   | 1К                    | 3К                    | 1К                    | Ф     | ЧФ             | ЧФ             | 4К             | 2К             | ЧФ    | 0 / 9 | 24:9                 |                      |
| Поб:пор                   | 0:0                   | 0:0                   | 0:0                   | 0:0                   | 0:0                   | 0:2                   | 1:4                   | 5:4                   | 4:4                   | 9:4   | 14:4           | 13:4           | 13:4           | 4:3            | 13:4  | 2:2   | 0 / 39               | 78:39                |
| Завршна првенства сезона  |                       |                       |                       |                       |                       |                       |                       |                       |                       |       |                |                |                |                |       |       |                      |                      |
| ВТА првенство             | није се квалификовала | није се квалификовала | није се квалификовала | није се квалификовала | није се квалификовала | није се квалификовала | није се квалификовала | није се квалификовала | није се квалификовала | ГФ    | ПФ             | ПФ             | ПФ             | отк.           | ГФ    |       | 0 / 5                | 9:9                  |
| ВТА Елитни куп            | није се одржавао      | није се одржавао      | није се одржавао      | није се одржавао      | није се одржавао      | није се одржавао      | није се одржавао      | није се одржавао      | Ф                     | Н     | Н              | Н              | Н              | отк.           | отк.  |       | 0 / 1                | 3:1                  |
| Наступи за репрезентацију |                       |                       |                       |                       |                       |                       |                       |                       |                       |       |                |                |                |                |       |       |                      |                      |
| Олимпијске игре           | н.о.                  | Н                     | нису одржаване        | нису одржаване        | нису одржаване        | Н                     | нису одржаване        | нису одржаване        | нису одржаване        | Н     | нису одржаване | нису одржаване | нису одржаване | нису одржаване | 3К    | н. о. | 0 / 1                | 2:1                  |
| Фед куп                   | Н                     | Н                     | Н                     | Н                     | Н                     | Н                     | Н                     | Н                     | П                     | П     | ПФ             | П              | ЧФ             | Н. У.          | Н. У. |       | 3 / 5                | 14:4                 |
| Премијер мандатори        |                       |                       |                       |                       |                       |                       |                       |                       |                       |       |                |                |                |                |       |       |                      |                      |
| Индијан Велс              | Н                     | Н                     | Н                     | Н                     | Н                     | кв1                   | кв1                   | 3К                    | 4К                    | ПФ    | ПФ             | ЧФ             | ЧФ             | О              | 3К    | 2К    | 0 / 8                | 19:8                 |
| Мајами                    | Н                     | Н                     | Н                     | Н                     | Н                     | Н                     | 2К                    | 1К                    | ЧФ                    | 2К    | ПФ             | ЧФ             | Ф              | О              | 3К    | 2К    | 0 / 9                | 17:9                 |
| Мадрид                    | није одржаван         | није одржаван         | Н                     | Н                     | Н                     | Н                     | кв1                   | 1К                    | 2К                    | 2К    | 2К             | ПФ             | 2К             | О              | 2К    | 1К    | 0 / 8                | 9:8                  |
| Пекинг                    | није 1. кат           | није 1. кат           | Н                     | Н                     | Н                     | Н                     | кв2                   | 1К                    | 1К                    | 3К    | 3К             | 3К             | 1К             | О              | О     | О     | 0 / 6                | 6:6                  |
| Премијер 5                |                       |                       |                       |                       |                       |                       |                       |                       |                       |       |                |                |                |                |       |       |                      |                      |
| Дубаи / Доха              | Н1К                   | Н                     | Н                     | Н                     | Н                     | Н                     | Н                     | 2К                    | Ф                     | 1К    | 2К             | 3К             | ЧФ             | 3К             | 3К    | Н     | 0 / 8                | 11:8                 |
| Рим                       | Н                     | Н                     | Н                     | Н                     | Н                     | Н                     | Н                     | Н                     | 1К                    | 1К    | ЧФ             | 2К             | П              | Ф              | Ф     | 2К    | 1 / 8                | 15:7                 |
| Торонто / Монтреал        | Н                     | Н                     | Н                     | Н                     | Н                     | Н                     | кв1                   | 2К                    | 1К                    | 3К    | ЧФ             | 2К             | ЧФ             | О              | Ф     |       | 0 / 7                | 11:7                 |
| Синсинати                 | није 1. кат           | није 1. кат           | Н                     | Н                     | Н                     | кв2                   | кв2                   | кв1                   | 3К                    | П     | ПФ             | 2К             | ЧФ             | 2К             | ПФ    |       | 1 / 7                | 15:6                 |
| Токио / Вухан             | Н                     | Н                     | Н                     | Н                     | 1К                    | Н                     | Н                     | 3К                    | ЧФ                    | 3К    | ЧФ             | 2К             | 3К             | О              | О     | О     | 0 / 7                | 8:7                  |
| Статистика каријере       |                       |                       |                       |                       |                       |                       |                       |                       |                       |       |                |                |                |                |       |       |                      |                      |
|                           | 2007                  | 2008                  | 2009                  | 2010                  | 2011                  | 2012                  | 2013                  | 2014                  | 2015                  | 2016  | 2017           | 2018           | 2019           | 2020           | 2021  | 2022  | У каријери           | У каријери           |
| Играла турнира            | 1                     | 1                     | 1                     | 1                     | 3                     | 6                     | 16                    | 26                    | 26                    | 22    | 20             | 23             | 19             | 9              | 18    | 11    | Укупно: 204          | Укупно: 204          |
| Освојила титула           | 0                     | 0                     | 0                     | 0                     | 0                     | 0                     | 1                     | 2                     | 1                     | 2     | 3              | 2              | 4              | 1              | 0     | 0     | Укупно: 16           | Укупно: 16           |
| Играла финала             | 0                     | 0                     | 0                     | 0                     | 0                     | 0                     | 1                     | 5                     | 6                     | 4     | 3              | 3              | 5              | 2              | 3     | 0     | Укупно: 32           | Укупно: 32           |
| Поб:пор на тврдој подлози | 0:0                   | 0:0                   | 0:0                   | 0:0                   | 0:2                   | 1:3                   | 8:8                   | 36:18                 | 37:19                 | 24:13 | 37:12          | 32:16          | 35:12          | 9:6            | 23:12 | 0:2   | 10 / 127             | 251:126              |
| Поб:пор на шљаци          | 0:1                   | 2:1                   | 0:1                   | 0:1                   | 0:1                   | 0:2                   | 2:5                   | 7:4                   | 7:3                   | 6:5   | 9:5            | 11:3           | 8:3            | 5:2            | 8:4   | 5:6   | 3 / 51               | 71:48                |
| Поб:пор на трави          | 0:0                   | 0:0                   | 0:0                   | 0:0                   | 0:0                   | 0:1                   | 1:2                   | 1:2                   | 6:3                   | 10:3  | 5:1            | 5:3            | 9:2            | 0:0            | 6:3   | 3:3   | 3 / 26               | 46:23                |
| Укупно поб:пор            | 0:1                   | 2:1                   | 0:1                   | 0:1                   | 0:3                   | 1:6                   | 11:15                 | 44:24                 | 50:25                 | 40:21 | 51:18          | 48:22          | 52:17          | 14:8           | 37:19 | 8:11  | 16 / 204             | 368:197              |
| Проценат победа           | 0%                    | 67%                   | 0%                    | 0%                    | 0%                    | 14%                   | 42%                   | 65%                   | 67%                   | 66%   | 74%            | 69%            | 75%            | 64%            | 66%   | 42%   | У каријери: 65%      | У каријери: 65%      |
| Пласман на крају године   | 860                   | 427                   | 228                   | 203                   | 159                   | 120                   | 67                    | 24                    | 11                    | 6     | 4              | 8              | 2              | 6              | 6     |       | зарада: 23.427.406 $ | зарада: 23.427.406 $ |

### Парови
| Турнир             | 2012 | 2013 | 2014 | 2015 | 2016 | 2017 | 2018 | 2019 | 2020 | 2021 | 2022 | О / У  | поб:пор |
| ------------------ | ---- | ---- | ---- | ---- | ---- | ---- | ---- | ---- | ---- | ---- | ---- | ------ | ------- |
| Гренд слем турнири |      |      |      |      |      |      |      |      |      |      |      |        |         |
| Аустралијан Опен   | Н    | Н    | 1К   | 1К   | ПФ   | 1К   | Н    | Н    | Н    | Н    | Н    | 0 / 4  | 4:4     |
| Ролан Гарос        | Н    | 1К   | 1К   | 2К   | 3К   | Н    | Н    | Н    | Н    | ЧФ   | Н    | 0 / 5  | 6:5     |
| Вимблдон           | кв2  | 1К   | 1К   | 1К   | ПФ   | Н    | Н    | Н    | Н    | отк. | Н    | 0 / 4  | 4:4     |
| Ју-Ес Опен         | 1К   | 1К   | 1К   | 1К   | 3К   | Н    | Н    | Н    | Н    | Н    |      | 0 / 5  | 2:5     |
| поб:пор            | 0:1  | 0:3  | 0:4  | 1:4  | 12:4 | 0:1  | 0:0  | 0:0  | 0:0  | 3:1  | 0:0  | 0 / 18 | 16:18   |

## Пут до највећег успеха на гренд слем турнирима
| Аустралијан Опен                      | Аустралијан Опен                      | Аустралијан Опен                      | Аустралијан Опен                      |
| Аустралијан Опен 2019. (7. носитељка) | Аустралијан Опен 2019. (7. носитељка) | Аустралијан Опен 2019. (7. носитељка) | Аустралијан Опен 2019. (7. носитељка) |
| Коло                                  | Противница                            | Ранг                                  | Резултат                              |
| ------------------------------------- | ------------------------------------- | ------------------------------------- | ------------------------------------- |
| 1К                                    | Кристина Мучова (К)                   | 139                                   | 6:3, 6:2                              |
| 2К                                    | Медисон Бренгл                        | 88                                    | 4:6, 6:1, 6:0                         |
| 3К                                    | Камила Ђорђи (27)                     | 28                                    | 6:4, 3:6, 6:2                         |
| 4К                                    | Гарбиње Мугуруза (18)                 | 18                                    | 6:3, 6:1                              |
| ЧФ                                    | Серена Вилијамс (16)                  | 16                                    | 6:4, 4:6, 7:5                         |
| ПФ                                    | Наоми Осака (4)                       | 4                                     | 2:6, 6:4, 4:6                         |

| Ролан Гарос                      | Ролан Гарос                      | Ролан Гарос                      | Ролан Гарос                      |
| Ролан Гарос 2017. (2. носитељка) | Ролан Гарос 2017. (2. носитељка) | Ролан Гарос 2017. (2. носитељка) | Ролан Гарос 2017. (2. носитељка) |
| Коло                             | Противница                       | Ранг                             | Резултат                         |
| -------------------------------- | -------------------------------- | -------------------------------- | -------------------------------- |
| 1К                               | Сајсај Џенг                      | 67                               | 7:5, 6:2                         |
| 2К                               | Екатарина Александрова           | 86                               | 6:2, 4:6, 6:3                    |
| 3К                               | Карина Витхофт                   | 73                               | 7:5, 6:1                         |
| 4К                               | Вероника Цепеде Ројг             | 95                               | 2:6, 6:3, 6:4                    |
| ЧФ                               | Каролин Гарсија (28)             | 27                               | 7:6(7:3), 6:4                    |
| ПФ                               | Симона Халеп (3)                 | 4                                | 4:6, 6:3, 3:6                    |

| Вимблдон                      | Вимблдон                      | Вимблдон                      | Вимблдон                      |
| Вимблдон 2021. (8. носитељка) | Вимблдон 2021. (8. носитељка) | Вимблдон 2021. (8. носитељка) | Вимблдон 2021. (8. носитељка) |
| Коло                          | Противница                    | Ранг                          | Резултат                      |
| ----------------------------- | ----------------------------- | ----------------------------- | ----------------------------- |
| 1К                            | Тамара Зиданшек               | 47                            | 7:5, 6:4                      |
| 2К                            | Дона Векић                    | 49                            | 6:2, 6:2                      |
| 3К                            | Тереза Мартинцова             | 87                            | 6:3, 6:3                      |
| 4К                            | Људмила Самсонова             | 65                            | 6:2, 6:3                      |
| ЧФ                            | Викторија Голубић             | 66                            | 6:2, 6:2                      |
| ПФ                            | Арина Сабаленка (2)           | 4                             | 5:7, 6:4, 6;4                 |
| Ф                             | Ешли Барти (1)                | 1                             | 3:6, 7:6(7:4), 3:6            |

| Ју-Ес Опен                       | Ју-Ес Опен                       | Ју-Ес Опен                       | Ју-Ес Опен                       |
| Ју-Ес Опен 2016. (10. носитељка) | Ју-Ес Опен 2016. (10. носитељка) | Ју-Ес Опен 2016. (10. носитељка) | Ју-Ес Опен 2016. (10. носитељка) |
| Коло                             | Противница                       | Ранг                             | Резултат                         |
| -------------------------------- | -------------------------------- | -------------------------------- | -------------------------------- |
| 1К                               | Софија Кенин (С)                 | 243                              | 6:4, 6:3                         |
| 2К                               | Монсерат Гонзалес (К)            | 192                              | 6:1, 7:5                         |
| 3К                               | Анастасија Пављученкова (17)     | 18                               | 6:2, 6:4                         |
| 4К                               | Венус Вилијамс (6)               | 6                                | 4:6, 6:4, 7:6(7:3)               |
| ЧФ                               | Ана Коњух                        | 92                               | 6:2, 6:2                         |
| ПФ                               | Серена Вилијамс (1)              | 1                                | 6:2, 7:6(7:5)                    |
| Ф                                | Анџелик Кербер (2)               | 2                                | 3:6, 6:4, 4:6                    |

## Носитељка на гренд слем турнирима
| Година | Аустралијан Опен           | Ролан Гарос                | Вимблдон                   | Ју-Ес Опен                 |
| ------ | -------------------------- | -------------------------- | -------------------------- | -------------------------- |
| 2012.  | није играла                | није играла                | није играла                | није играла                |
| 2013.  | није била међу носитељкама | није била међу носитељкама | није била међу носитељкама | није била међу носитељкама |
| 2014.  | није била међу носитељкама | није била међу носитељкама | није била међу носитељкама | није била међу носитељкама |
| 2015.  | 22.                        | 12.                        | 11.                        | 8.                         |
| 2016.  | 9.                         | 17.                        | 15.                        | 10.                        |
| 2017.  | 5.                         | 2.                         | 3.                         | 1.                         |
| 2018.  | 6.                         | 6.                         | 7.                         | 8.                         |
| 2019.  | 7.                         | 2.                         | 3.                         | 3.                         |
| 2020.  | 2.                         | 2.                         | отказан                    | 1.                         |
| 2021.  | 6.                         | 9.                         | 8.                         | 4.                         |
| 2022.  | није учествовала           | 6.                         | 6.                         |                            |

## Опрема
Каролина Плишкова сарађује са италијанском компанијом Фила. Користи Babolat Pure Drive рекете.

## Зарада
| Година    | Гренд слем титула | ВТА титула | Укупно титула | Зарада ($) | Место на листи зарада |
| --------- | ----------------- | ---------- | ------------- | ---------- | --------------------- |
| 2010—2012 | 0                 | 0          | 0             | 233,003    | -                     |
| 2013      | 0                 | 2          | 2             | 296,840    | 87                    |
| 2014      | 0                 | 5          | 5             | 768,635    | 34                    |
| 2015      | 0                 | 1          | 1             | 1,658,155  | 18                    |
| 2016      | 0                 | 3          | 3             | 3,976,093  | 5                     |
| 2017      | 0                 | 3          | 3             | 3,902,665  | 7                     |
| 2018      | 0                 | 2          | 2             | 3,539,050  | 8                     |
| 2019      | 0                 | 4          | 4             | 5,138,077  | 6                     |
| 2020      | 0                 | 1          | 1             | 888,916    | 15                    |
| 2021      | 0                 | 0          | 0             | 2,868,865  | 4                     |
| 2022      | 0                 | 0          | 0             | 157,108    | 24                    |
| Career    | 0                 | 16         | 16            | 23,427,406 | 15                    |

- Ажурирано: 26. јул 2022.